# Herman Raucher
Herman Raucher (* 13. April 1928 in Brooklyn, New York; † 28. Dezember 2023 in Stamford, Connecticut) war ein US-amerikanischer Schriftsteller und Drehbuchautor, der durch Kinofilme wie Sommer ’42, Eine College-Liebe, Die Verführung, Jenseits von Mitternacht oder Sweet November international bekannt wurde.

## Leben und Karriere
Herman Raucher, geboren als Sohn von Benjamin Brooks Raucher und Sophie Weinshank 1928 in Brooklyn, arbeitete nach seinem Abschluss des B.A. (1949 an der New York University) zuerst von 1950 bis 1954 als Werbetexter bei der 20th Century Fox, anschließend von 1954 bis 1955 für die Walt Disney Company und von 1956 bis 1957 bei der Werbeagentur Calkins and Holden. Daneben begann er Drehbücher für Fernsehserien in Hollywood zu schreiben, unter anderem für The Alcoa Hour oder Goodyear Television Playhouse. Von 1957 bis 1963 war Raucher als Vizepräsident, Creative Director und Mitglied des Board of Directors, der McCluton Werbung in New York tätig. Von 1963 bis 1964 arbeitete er dann als Vizepräsident und Creative Director bei Maxon, ebenfalls in New York. Zwischen 1964 und 1967 bekleidete er dieselbe Position noch bei zwei anderen Werbeagenturen, nämlich bei Gardner und schließlich bei Benton & Bowles in New York. Danach arbeitete er ausschließlich in seinem bevorzugten Beruf als freiberuflicher Schriftsteller und Drehbuchautor.
1968 gelang ihm mit dem Drehbuch zur Kinoproduktion Adieu, geliebter November von Regisseur Robert Ellis Miller einer tragischen Romanze der Durchbruch. 1969 verfasste er das Drehbuch für Anthony Newleys Musical Die Gelüste des Hieronymus. Für den Regisseur Melvin Van Peebles lieferte er 1970 das Script zu dessen Komödie Watermelon Man. 1972 erhielt Raucher eine Oscar-Nominierung in der Kategorie Bestes Originaldrehbuch für seine Arbeit an dem von Robert Mulligan inszenierten Drama Sommer ’42, das an den Kinokassen zu einem Überraschungserfolg wurde. Rauchers Drehbuch basierte auf seinen autobiografischen Erinnerungen und er verarbeitete die Geschichte auch als Roman. Im Laufe der 1970er Jahre entstanden weitere Drehbücher zu Filmen wie Eine College-Liebe (eine weniger erfolgreiche Fortsetzung von Sommer ’42), Die Verführung, Jenseits von Mitternacht, Der große Santini. In den 1980er und 1990er Jahren schrieb er nur zwei Drehbücher für die Filme Proini peripolos und Ode. Im Jahr 2001 inszenierte der Regisseur Pat O’Connor auf der Basis seines Drehbuchs von 1968 das Remake Sweet November mit Keanu Reeves und Charlize Theron in den Hauptrollen.
Herman Raucher heiratete 1960 die Broadway-Tänzerin Mary Kathryn Martinet, das Paar hat zwei Kinder, Jacqueline Leigh und Jennifer Brooks.

## Auszeichnungen
- 1970: Preis der Writers' Guild of Great Britain für das beste britische Originaldrehbuch des Jahres für Die Gelüste des Hieronymus zusammen mit Anthony Newley
- 1972: Nominierung für den Oscar in der Kategorie Bestes Originaldrehbuch für Sommer ’42

## Filmografie (Auswahl)

### Kino
- 1962: Ein Sommer in Florida (Follow That Dream)
- 1968: Adieu, geliebter November (Sweet November)
- 1969: Die Gelüste des Hieronymus (Can Heironymus Merkin Ever Forget Mercy Humppe and Find True Happiness?)
- 1970: Watermelon Man
- 1971: Sommer ’42 (Summer of '42)
- 1973: Eine College-Liebe (Class of '44)
- 1976: Die Verführung (Ode to Billy Joe)
- 1977: Jenseits von Mitternacht (The Other Side of Midnight)
- 1979: Der große Santini (The Great Santini)
- 1987: Proini peripolos
- 1999: Ode
- 2001: Sweet November

### Fernsehen
- 1956: The Alcoa Hour (Fernsehserie, 2 Episoden)
- 1956: Goodyear Television Playhouse (Fernsehserie, 1 Episode)
- 1957: Matinee Theatre (Fernsehserie, 1 Episode)
- 1958: Studio One (Fernsehserie, 1 Episode)
- 1974: Remember When (Fernsehfilm)

## Bibliografie (Auswahl)

### Autobiographische Werke
- Summer of '42 (Roman)
- There Should Have Been Castles (Roman)

### Nichtautobiographische Werke
- Watermelon Man (Roman)
- Harold (Theaterstück)
- A Glimpse of Tiger (Roman)
- Ode to Billy Joe (Roman)
- Maynard's House (Roman)
- Ginger (Theaterstück)
- Kitty Hawk: The Musical (Theaterstück)